# Dramiće
Dramiće település Szerbiában, a Raskai körzet Novi Pazar községben.

## Népességváltozás
- 1948-ban 233 lakosa volt.
- 1953-ban 245 lakosa volt.
- 1961-ben 291 lakosa volt.
- 1971-ben 266 lakosa volt.
- 1981-ben 164 lakosa volt.
- 1991-ben 139 lakosa volt.
- 2002-ben 80 lakosa volt, akik közül 79 szerb (98,75%) és 1 ismeretlen.